# KlasJet
KlasJet est une compagnie aérienne lituanienne spécialisée dans les vols charters en classe affaires. Ayant son siège à Vilnius, elle est une filiale d'Avia Solutions Group et propose des vols charters VIP, des services ACMI et des services de gestion en vol en Europe, au Moyen-Orient, en Afrique et en Asie avec sa flotte de B737.

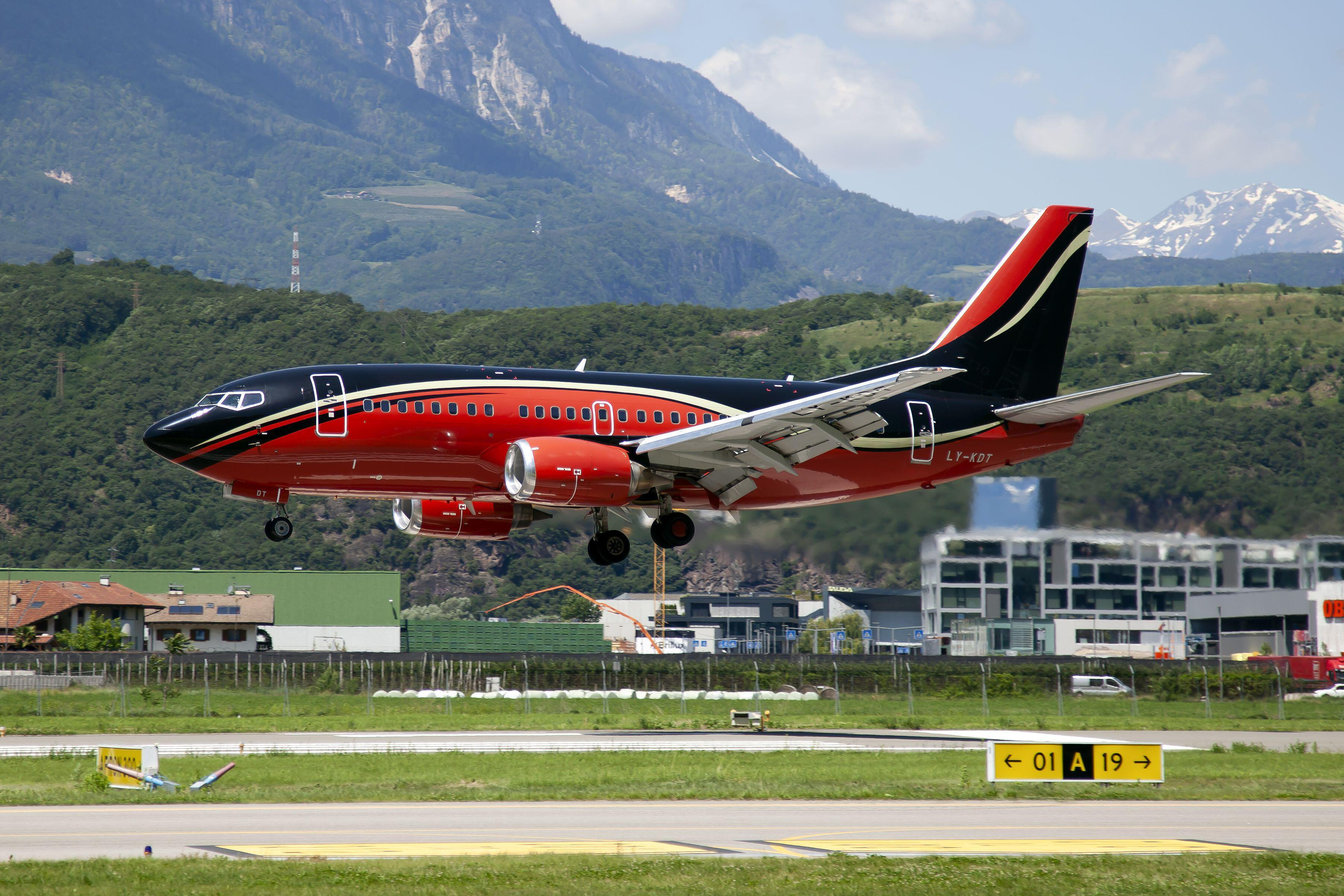
LY-KDT, Boeing737-500 (KlasJet)

## Histoire
KlasJet a été fondée en octobre 2013 par le groupe Avia Solutions. Son premier modèle d'avion était un Bombardier Challenger 850.
KlasJet a reçu un certificat AOC en 2014 et a commencé à effectuer des vols commerciaux. KlasJet a ensuite acquis un autre avion Challenger 850 et a terminé ses opérations avec le jet en 2019.
En 2015, KlasJet a ajouté un Hawker 800XP à sa flotte. La compagnie aérienne a fini d'utiliser cet avion pour ses opérations en 2019.
En 2016, KlasJet a acheté son premier Boeing 737-500 et a commencé à le remettre en état. En 2017, la compagnie a reçu une licence de type A pour les opérations commerciales autorisant les vols avec plus de 20 passagers à bord, et a commencé à opérer des vols avec le Boeing 737-500 VIP rénové.
Au cours de la saison 2017-2018 de l'Euroligue, KlasJet a transporté des joueurs du club de basket-ball lituanien Zalgiris Kaunas,. En février 2018, l'équipe canadienne masculine de hockey sur glace est arrivée aux Jeux olympiques en Corée du Sud et a choisi le Boeing 737-500 pour son transport. Le modèle a été correctement configuré pour son utilisation en tant qu'avion d'équipe sportive.
En 2018-2019, KlasJet a ajouté quatre autres avions du même modèle, VIP Boeing 737-500, à sa flotte,,,.
En mars 2020, KlasJet a transporté gratuitement en Lituanie une cargaison contenant des dizaines de milliers de masques et de gants médicaux. En juin 2021, KlasJet a rapatrié des citoyens bloqués par le COVID-19 du Ghana vers la Corée du Sud.
En 2020, en collaboration avec la compagnie aérienne de fret Bluebird Nordic, KlasJet a ajouté des services de fret aérien à son portefeuille et a élargi sa flotte en contractant un avion-cargo Boeing 737-300. La compagnie a exploité le jet jusqu'en 2021.
Depuis 2021, les pilotes de KlasJet participent au Programme de soutien des pilotes par les pairs (PPSP) par l'intermédiaire de BAA Training.
En décembre 2021, KlasJet a transporté deux animaux sauvages sauvés dans le nord de la Tanzanie. Ce transport était sans précédent puisque les deux animaux ont été transportés dans la cabine du Boeing 737-500 de KlasJet.
En février 2023, la compagnie a lancé les services ACMI (abréviation de "Aircraft, Crew, Maintenance, and Insurance") et a ajouté huit Boeing 737-800 à sa flotte,,. En février également, le premier des deux Boeing 737-500 a été transféré à Dubai World Central pour y être loué, un autre Boeing 737-300 devant être transféré un mois plus tard. En mars 2023, la compagnie a introduit son Boeing 737-300 sur le marché britannique et a décidé de transférer deux appareils à Dubai World Central (DWC),,.

## Flotte d'avions
En 2023, la flotte charter de KlasJet se compose des appareils suivants:
| Type d'avion    | Quantité |
| Boeing 737-500  | 3        |
| Boeing 737-300  | 2        |
| Boeing 737-800  | 7        |
| Challenger 850  | 1        |
| Boeing 737 BBJ2 | 1        |
| Total           | 14       |